# 福田村 (石川県)
福田村（ふくだむら）は石川県江沼郡にあった村。現在の加賀市北西部、北陸本線大聖寺駅の北方、大聖寺川の両岸にあたる。

## 地理
- 海洋 ： 日本海
- 河川 ： 大聖寺川

## 歴史
- 1889年（明治22年）4月1日 - 町村制の施行により、上福田村、下福田村、敷地村、岡村、極楽寺村、菅生村、荻生村、三ツ村及び上木村の区域をもって、福田村が発足する。
- 1935年（昭和10年）6月15日 - 大聖寺町に編入する。

## 交通

### 鉄道路線
村域を鉄道省の北陸本線が通過したが、駅は所在しなかった。